# تيكومسه (أونتاريو)
تيكومسه، أونتاريو (بالإنجليزية: Tecumseh)‏ هي مدينة كندية تقع في مقاطعة أونتاريو. تبلغ مساحة هذه المدينة 94.7097 (كم²)، ويبلغ عدد سكانها 24224 نسمة حسب إحصاء سنة 2006 م، بينما كان يسكنها 24289 نسمة في سنة 2001 م. تحتل هذه المدينة المرتبة رقم 160 بين مدن كندا حسب عدد السكان والمرتبة رقم 63 في المقاطعة. نما عدد السكان في هذه المدينة بنسبة (-0.3) بين العامين المذكورين.

## توأمة
لتيكومسه (أونتاريو) اتفاقيات توأمة مع:
- فروزينوني

## وصلات خارجية
- الأطلس الحكومي لكندا
- إحصاءات كندا مع ساعة تعداد السكان